# Quinto Mânlio Vulsão Capitolino
Quinto Mânlio Vulsão Capitolino (em latim: Quintus Manlius Vulso Capitolinus) foi um político da gente Mânlia nos primeiros anos da República Romana eleito tribuno consular em 396 a.C..

## Identificação
Os nomes de Públio Mânlio Vulsão e Públio Mélio Capitolino aparecem escritos de diversas formas nos manuscritos. Alschefskij, o último editor de Lívio, vê "P. Manlius" no primeiro tribunato (400 a.C.) e "P. Maenius" no segundo (396 a.C.). Nos Fastos Capitolinos, o nome "Maenius" não aparece em nenhum dos dois, mas, no lugar dele, há um "P. Manlius Vulso" em 400 a.C. e "Q. Manlius Vulso" (Quinto Mânlio Vulsão Capitolino) em 396 a.C.. Os nomes em Dionísio de Halicarnasso são diferentes, anunciando para o ano de 400 a.C. seis tribunos, mas só apresenta o nome de quatro (Públio Mânlio, Públio Mélio, Espúrio Fúrio e Lúcio Públílio), o que torna uma conciliação praticamente impossível.

## Tribunato consular (396 a.C.)
Em 396 a.C., foi eleito tribuno consular com Públio Mélio Capitolino, Públio Licínio Calvo Esquilino (o filho), Lúcio Titínio Pansa Saco, Cneu Genúcio Augurino e Lúcio Atílio Prisco.
Enquanto continuava o cerco de Veios, Lúcio Titínio e Cneu Genúcio marcharam contra os faliscos e capenatos, mas foram pegos de surpresa numa emboscada. Cneu Genúcio morreu em combate enquanto Titínio conseguiu fugir com os sobreviventes. A notícia da ruína do exército provocou pânico em Roma e nos soldados que participavam do cerco, alguns dos quais retornaram para a cidade.
| “ | À Roma chegaram notícias ainda mais alarmantes: o acampamento de Veios já estava cercado e colunas de inimigos prontos para o combate marchavam em direção a Roma. Muita gente correu para guarnecer as muralhas. As matronas, tiradas de casa pelo terror generalizado, correram para os templos para rezar e suplicar aos deuses. | ” |
|   | — Lívio, Ab Urbe Condita V, 2, 18. |   |

Somente a nomeação de Marco Fúrio Camilo como ditador conseguiu acalmar a cidade e o exército, que, revigorado, conseguiu conquistar Veios depois de um cerco de dez anos.